# Fulgaud
Fulgaud (ook Fulcoald, Foucaud, Fulguald of Fulqualdus) (geb. ca. 780) wordt soms genoemd als de eerste Graaf van Rouergue en stichter en stamvader van deze dynastie van graven die, voor een periode van vier eeuwen, Toulouse en de gebieden tot de Rhône en de Middellandse Zee hebben bestuurd. In 837, werd hij samen met Ragambald door keizer Lodewijk de Vrome benoemd tot Zendgraaf in de Pago Rutenico seu Nemausense: land van Rouergue en Nîmes (waarschijnlijk Septimanië).
Hij was gehuwd met Senegonde (geb. ca. 790), mogelijk een kleindochter van Willem van Gellone. Zij hadden twee zonen:
- Fredelo (ca. 815 - ca. 852): in 844 benoemd tot graaf van Rouergue en graaf van Toulouse, en in 850 eveneens tot graaf van Carcassonne
- Raymond I (815/820- ca. 865): in 841 benoemd tot graaf van Limoges en graaf van Kersee. In 849 volgde hij zijn broer Fredelo op als graaf van Rouergue en vanaf 852 als graaf van Toulouse. In 855 werd hij van graaf verheven tot Markies van Toulouse.